# Jeremiah Lee Mansion
Das Jeremiah Lee Mansion ist ein historisches Wohnhaus in Marblehead, Massachusetts aus dem 18. Jahrhundert. Das heute als Museum genutzte Gebäude wurde 1960 als National Historic Landmark anerkannt und ist seit 1966 im National Register of Historic Places eingetragen. Seit 1984 ist es zugleich Contributing Property zum Marblehead Historic District.

## Beschreibung und historische Bedeutung

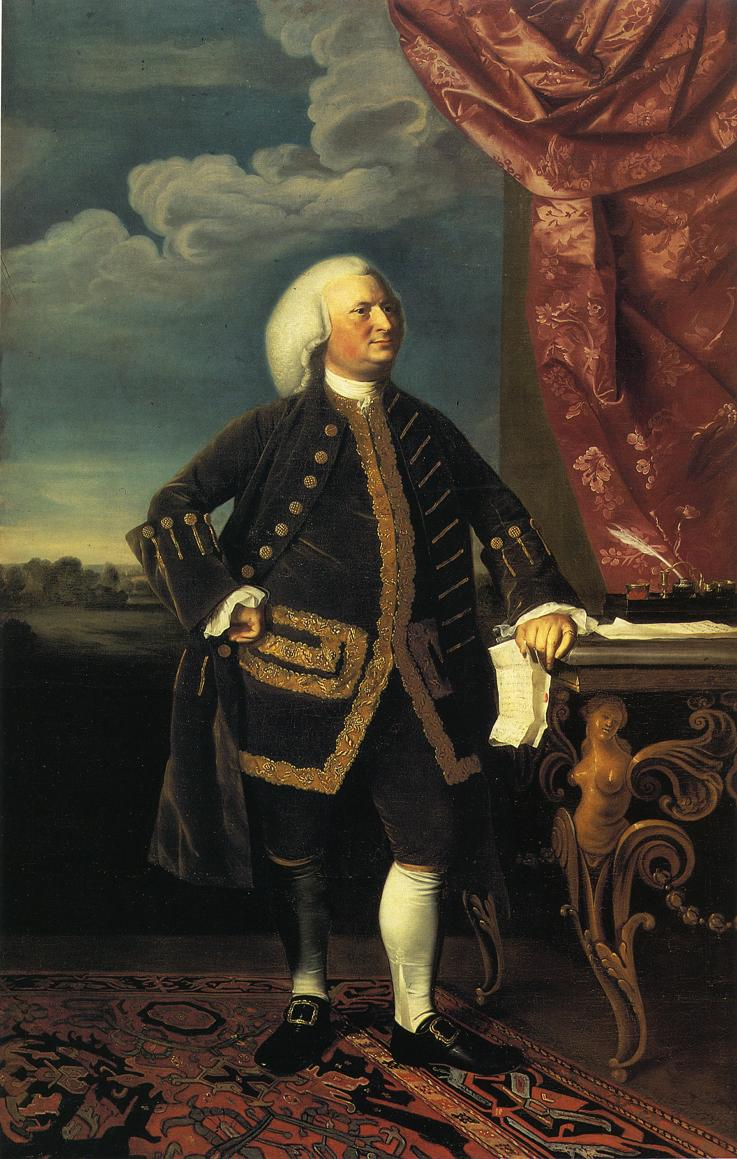
Jeremiah Lee, Öl auf Leinwand, John Singleton Copley, 1769, Wadsworth Atheneum

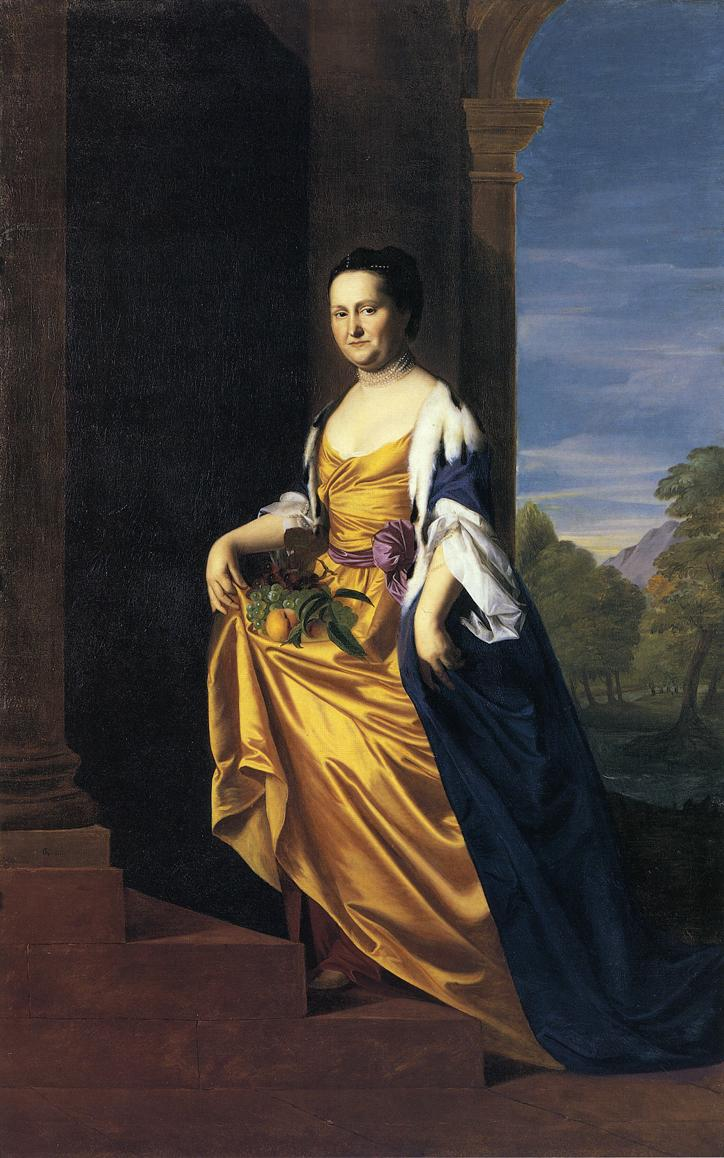
Mrs. Jeremiah Lee, Öl auf Leinwand, John Singleton Copley, 1769, Wadsworth Atheneum

Das Lee Mansion ist ein dreistöckiges Holzgebäude, das durch spezielle Bearbeitung wie ein steinernes Bauwerk wirkt. Fassadendetails wie Eckquader und Fensterstürze verstärken diesen Eindruck. Die Fassade ist symmetrisch mit sieben Fenstern, unterteilt durch einen zentralen Vorbau mit klassischem Giebeldreieck und Rundfenster. Der Eingang wird durch einen kleinen Portikus mit ionischen Säulen betont. Das Walmdach ist mit einem achteckigen Dachaufsatz (Laterne) und zwei massiven Schornsteinen ausgestattet, ein umlaufendes Gesims mit Zierleisten rundet das Äußere ab. Die Rückseite ist schlicht, abgesehen von einem großen Rundbogenfenster im Treppenhaus.
Im Inneren beeindruckt ein breiter Flur mit edler Mahagoniverkleidung. Besonders auffällig ist die breite Haupttreppe aus Santo-Domingo-Mahagoni mit reich verzierten Geländern und Schnitzereien. Die Wände sind mit handgemalter englischer Tapete dekoriert, jede Szene ist in einem Rokoko-Rahmen eingefasst. Dort befinden sich auch Kopien in Originalgröße von zwei Gemälden des Malers John Singleton Copley, die den Eigentümer und seine Frau zeigen. Links vom Eingang liegt das prunkvolle, knapp 50 m² große Speisezimmer mit einem kunstvoll geschnitzten Kamin im Wren-Barock-Stil, reich verziert mit Girlanden und Ornamenten. Die Wandvertäfelung wurde 1854 so behandelt, dass sie wie Eichenholz wirkt. Hinter dem Speisezimmer befinden sich eine große Bibliothek und ein kleines Büro.
Auf der gegenüberliegenden Seite des Hauptflurs befindet sich das Familienspeisezimmer mit bemalten Holzvertäfelungen. Architektonische Akzente setzen kannelierte korinthische Pilaster neben dem Kamin. Im zweiten Stock befinden sich ein großer Salon, ein Gesellschaftsraum und zwei Schlafzimmer – alle mit aufwendiger Holzarbeit und kunstvollen Kaminen. Der große Gesellschaftsraum rechts des Flurs ist noch mit der originalen, aus England importierten Tapete ausgestattet, die Szenen römischer Ruinen zeigt, eingerahmt von Rokoko-Ornamenten. Der Kamin ist mit weißem Marmor eingefasst; das Holzwerk ist eine vereinfachte Version des Speisezimmers ohne Girlanden und Konsolen.
Das 1768 errichtete Gebäude zählt zu den am aufwendigsten gestalteten spätgeorgianischen Häusern in den Vereinigten Staaten. Es ist das einzige georgianische Haus Neuenglands, das noch vor der Amerikanischen Revolution erbaut wurde und dessen Innenräume den besten großen georgianischen Häusern derselben Zeit in New York City und Philadelphia ebenbürtig sind. Die Innenausstattung aus Holz ist kunstvoll geschnitzt und von höchster Qualität. Teile der originalen Tapeten sind erhalten, und durch sorgfältige Restaurierung konnte die prachtvolle Ausstattung bewahrt werden, die das Haus eines wohlhabenden Kaufmanns und führenden Bürgers des Neuenglands des 18. Jahrhunderts auszeichnete.
Oberst Jeremiah Lee, ein Titel, der auf seine Ernennung in der Miliz von Massachusetts in den 1750er Jahren zurückgeht, war ein wohlhabender Kaufmann und Schiffseigner aus Marblehead, der sich aktiv an den patriotischen Aktivitäten vor der Amerikanischen Revolution beteiligte. Als Mitglied des „Watchdog Committee of Inspection“ im Jahr 1770 setzte er das Wirtschaftsembargo gegen britische Waren durch. 1775 wurde er nominiert, die Stadt Marblehead beim Kontinentalkongress zu vertreten – eine Ehre, die er ablehnte. Stattdessen diente er im Sicherheitsausschuss, wo er half, heimlich Waffen und Vorräte in die Kolonie zu bringen, um die Miliz auszurüsten. Sein Haus kostete 10.000 Pfund Sterling – eine enorme Summe für jene Zeit (heute ca. 1.413.000 Pfund bzw. 1.662.400 Euro). Nach seinem Tod lebte seine Frau Martha weiterhin in dem Anwesen. Im Rahmen der Nachlassregelung ging das Haus in den Besitz von Samuel Sewall über. Als dieser das Haus 1804 verkaufte, wurde es für mehr als 100 Jahre von einer Bank genutzt.
1909 ging das Lee Mansion an die Marblehead Historical Society über. Während der Restaurierung wurden Kamine freigelegt, Räume in den Originalfarben gestrichen und die importierten Tapeten gereinigt und ausgebessert. Heute wird das Haus als Museum betrieben. Die Originalmöbel der Familie Lee gingen beim Hausverkauf verloren, doch die Historical Society richtete das Haus mit zeitgenössischen Stücken stilgerecht wieder ein. Bei einem Neuanstrich in den späten 1960er-Jahren mussten Teile der rustikalen Fassadenverkleidung ersetzt werden, größere bauliche Veränderungen gab es jedoch nicht.